# Dendrobium cymbulipes
Dendrobium cymbulipes är en orkidéart som beskrevs av Johannes Jacobus Smith. Dendrobium cymbulipes ingår i släktet Dendrobium, och familjen orkidéer. Inga underarter finns listade i Catalogue of Life.